# Conure verte
Psittacara holochlorus
Espèce
Statut de conservation UICN

 LC  : Préoccupation mineure
La Conure verte (Psittacara holochlorus, anciennement Aratinga holochlora) est une espèce d'oiseaux de la famille des Psittacidae.

## Description
Comme son nom scientifique l'indique, cette espèce est entièrement verte bien que son ventre ait une coloration jaune verdâtre.
Son bec est rose avec la pointe de la mandibule supérieure grise. Les cercles orbitaux sont blanc grisâtre et les iris orange. Les pattes sont rose foncé avec des ongles gris. La Conure verte a notamment une queue pointue.
Cet oiseau mesure 32 à 33 cm pour une envergure de 53 cm et une masse de 230 g.

## Répartition
Cet oiseau est présent au Mexique, Guatemala, Honduras, au Salvador et au Nicaragua. À partir du Mexique, il a atteint le Texas.

## Habitat
L'habitat naturel de cette espèce est généralement dans les forêts tropicales, les bois, les pinèdes ou bien les terres cultivées allant des terres basses jusqu'aux montagnes atteignant les 2 000 m d'altitude.

## Longévité
La Conure verte peut vivre jusqu'à environ 25 ans.

## Alimentation
Cette espèce se nourrit exclusivement de fruits ou de semences.

## Taxinomie
Suivant une étude phylogénique de Remsen et al. (2013), le genre Aratinga est entièrement redéfini pour être monophylétique. Le Congrès ornithologique international répercute ces changements dans sa classification de référence version 3.5 (2013), et la Conure verte est déplacée vers le genre Psittacara.